# Banjarejo (Banyumas)
Banjarejo is een bestuurslaag in het regentschap Pringsewu van de provincie Lampung, Indonesië. Banjarejo telt 2013 inwoners (volkstelling 2010).